# 10・23通達
10・23通達（10・23通達つうたつ）は、日本の教育の歴史においての事柄。

## 概要
2003年10月23日に東京都教育委員会は、都立学校の教職員に対して入学式や卒業式での「国旗掲揚と国歌斉唱の実施」を強制するという通達を出し、この通達のことが10・23通達と言われる。
10・23通達によると、東京都教育委員会はこの通達以前より児童・生徒に対して国旗・国歌に対して正しい認識を持たせて、それらを尊重する態度を育てるために、各学校に対しては入学式と卒業式を適正に実施するように指導してきており、これにより2000年度の卒業式では全ての都立学校で国旗掲揚と国歌斉唱が実施されるようになったものの、その実施されている様態には様々な課題があるために、各学校は国旗掲揚と国歌斉唱での一層の改善と充実を図るために10・23通達を行うことにしたとのこと。10・23通達では、国旗掲揚と国歌斉唱の実施にあたり教職員が本通達に基づく職務命令に従わない場合には責任を問われるとされている。
2004年3月16日に東京都教育長は、東京都議会において卒業式で多数の児童・生徒が起立しなかったり国歌を歌わなかったりすることは、教師の指導力不足でるか学習指導要領に反する指導が行われていたと考えるを得ないため処分の対象になると答弁していた。同年6月8日には国旗国歌に関して学習指導要領や10・23通達に基づいて指導することは校長の職務命令として出す方針とした。同年に東京都教育庁は通達に基づき入学式や卒業式の国歌斉唱時に起立しなかった248人の教職員を職務命令違反として懲戒処分を行い、67人の教職員には生徒に不適切な指導をしたとして厳重注意を行っていた。教職員が従わなかった理由は、国旗・国歌は軍国主義の象徴であり、この下で教え子を戦場に送り出してきたことへの反省があるためであった。
2012年2月9日に、10・23通達は憲法違反であるとして都立学校の教職員によって東京都教育委員会を相手取り起こされていた裁判での上告審で、最高裁判所では教職員の上告を棄却された。ここでは10・23通達に基づいて起立や斉唱をするということは合憲であると判断された。この裁判では第一審である東京地方裁判所では10・23通達は憲法違反と判断され教職員には起立や斉唱をする義務は無く、しないことを理由として処分をしてはならないとされていた。だが第二審では第一審が取り消されていた。
2019年10月20日に東京都内で「学校に自由と人権を!10・20集会」が開かれ、この日は10・23通達発から16年で、ここで主催団体の事務局長は、神戸市での教員のいじめを持ち出して、国歌を歌うことを強制することもいじめでありパワーハラスメントであるとする。このため国歌を歌うことを強制するのに対して抵抗するということは教員として当然のことであると述べた。
通達が出されてから20年になる2023年10月22日に、東京都内では10・23通達の撤回と学校に自由と人権を求める集会が開かれる。ここで主催団体の代表は、他の例も持ち出して東京都教育委員会というのはどんなに批判されても一度決めた方針を決して改めないという態度を批判して、これは日本全国でも稀に見る酷い教育行政であり、これの根源は10・23通達であると指摘する。国旗・国歌を強制する真の狙いは、子供たちに国家への服従を刷り込むことであるとする。そしてこのような教育行政に終止符を打ち、子供たちの伸びやかな成長と発達を保証する教育の再生を訴える。
永井愛は『歌わせたい男たち』を執筆したきっかけというのは、2004年春の新聞に10・23通達に反するとして、東京都の教職員250人が処分されたという記事が掲載されていたことからであった。憲法では思想信条の自由を補償しているもののこのようになっていることに強い違和感を覚えていた。